# Zeuktophyllum
Genre
Classification phylogénétique
Zeuktophyllum N.E.Br. est un genre de plante de la famille des Aizoaceae.
Zeuktophyllum N.E.Br., in Gard. Chron., ser. 3. 81: 12 (1927)
Type : Zeuktophyllum suppositum (L.Bolus) N.E.Br. (Mesembryanthemum suppositum L.Bolus)

## Liste des espèces
- Zeuktophyllum calycinum (L.Bolus) H.E.K.Hartmann
- Zeuktophyllum suppositum (L.Bolus) N.E.Br.